# Giampaolo Lomi
Giampaolo Lomi (* 4. Februar 1930 in Livorno; † 18. August 2021 in Foligno) war ein italienischer Filmschaffender.

## Leben
Lomi nahm 1956 an einer Amazonas-Expedition als Kameratechniker teil, blieb in Brasilien und drehte dort einige Dokumentarfilme. Am Theater assistierte er Adolfo Celi, organisierte europäische Produktionen in Südamerika und inszenierte einige Kurzfilme für regionale Fernsehstationen. Er arbeitete in den 1960er und zu Beginn der 1970er Jahre bei zwei Mondo-Filmen mit Gualtiero Jacopetti und bei einem Film mit John Frankenheimer zusammen und drehte mit Edoardo Mulargia als Koregisseur einen Giallo im Jahr 1972. Nach einer Komödie, I baroni (1975), folgte sein letzter für das Kino gedrehter Film, der Dokumentarstreifen Il vescovo del silenzio über den umstrittenen Bischof Marcel Lefebvre.
Lomi gründete und leitete lange Jahre auf den Philippinen das Internationale Filmfestival Manila und arbeitete von 1985 bis 2004 an zahlreichen Skripten und Drehbüchern.

## Filmografie (Auswahl)
- 1972: Inferno unter heißer Sonne (Al tropico del cancro) (Co-Regie)[2]
- 1975: I baroni